# Punt fix

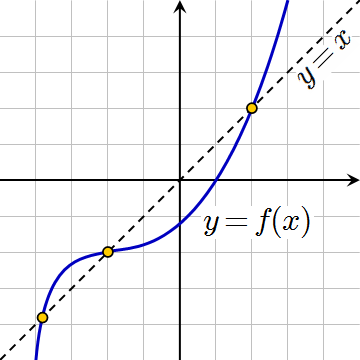
Una funció amb tres punts fixos

En matemàtiques, un punt fix, a vegades també anomenat punt invariable, és un valor que no canvia donada una determinada transformació. Específicament en funcions, un punt fix és un punt la imatge del qual és ell mateix. És a dir, {\displaystyle x} és un punt fix de la funció {\displaystyle f} si i només si {\displaystyle f(x)=x}.
Per exemple, si {\displaystyle f} és definida en els reals per 
{\displaystyle \ f(x)=x^{2}-3x+4,}
llavors 2 és un punt fix de {\displaystyle f}, perquè {\displaystyle f(2)=2}.
No totes les funcions tenen punts fixos, per exemple, si {\displaystyle f} is és una funció definida sobre els nombres reals com {\displaystyle f(x)=x+1}, llavors no té cap punt fix, ja que {\displaystyle x} no és mai igual a {\displaystyle x+1} per a cap nombre real. En termes gràfics, un punt fix significa que el punt {\displaystyle (x,f(x))} pertanyi a la recta {\displaystyle y=x}, o en altres paraules la gràfica de {\displaystyle f} té un punt en comú amb aquella recta. L'exemple és un cas on el gràfic i la línia són un parell de paral·leles.
Els punts que tornen al mateix valor després d'un nombre finit d'iteracions de la funció es coneixen com a punts periòdics; un punt fix és un punt periòdic amb període igual a 1.

## Punts fixos atractius

La iteració de punt fix x_{n+1} = cos x_{n} amb el valor inicial x_{1} = -1.

Un punt fix atractiu d'una funció f és un punt fix x0 of f tal que per a qualsevol valor de x en el domini que és prou proper a x0, la successió obtinguda iterant la funció
{\displaystyle x,\ f(x),\ f(f(x)),\ f(f(f(x))),\dots }
convergeix a x0. Com de a prop és "prou a prop" és a vegades una qüestió subtil.
La funció cosinus natural ("natural" significa en radians, no graus o unes altres unitats) té exactament un punt fix, que és atractiu. En aquest cas "prou a prop" no és gens restrictiu, per veure-ho es pot començar amb qualsevol nombre real i prémer repetidament la tecla "cos" de la calculadora. El resultat convergeix ràpidament a 0.73908513, que és un punt fix. Aquí és on la gràfica de la funció cosinus interseca la recta {\displaystyle y=x}.
No tots els punt fixos són atractius: per exemple, {\displaystyle x=0} és un punt fix de la funció {\displaystyle f(x)=2x}, però la iteració d'aquesta funció per a qualsevol punt diferent de zero divergeix ràpidament. Ara bé, si la funció és contínuament derivable en un entorn obert del punt fix x0, i |f'(x0)| < 1, llavors l'atracció està garantida.
Els punts fixos atractius són un cas especial d'un concepte matemàtic més ampli d'atractors.
Es diu que un punt fix atractiu és un punt fix estable si és també Lyapunov estable..
Es diu que un punt fix estable és neutralment estable si és Lyapunov estable però no atraient. El centre d'una equació diferencial lineal homogènia de segon ordre és un exemple d'un punt fix neutralment estable.